# 喝凉水事件
喝凉水事件是指河北省赞皇县青年秦英伟2006年9月以涉嫌强奸未遂被赞皇县公安局逮捕后，在赞皇县看守所羁押时，自9月20日左右起每天被要求陪牢头死囚于振荣打“斗地主”，输了必须喝凉水。
牢头要求秦英伟输一次就喝凉水愈15斤。平均一天秦英伟被迫要喝二三十斤凉水。大量饮水，水进入人体血管，会导致血压非正常升高。长期高血压又导致人体各种脏器严重受损。因此，仅两个月，秦英伟心脾肾胃等脏器便严重受损，血压超过极高危临界值，生命垂危，后经长达9个月的住院治疗，维持住了性命，但是终生残疾。
此事件被媒体称为赞皇县的躲猫猫事件，再次暴露出中国看守系统的监管漏洞。